# 1019

## Esdeveniments

### Països Catalans
- Menció de l'església d'Anglès (la Selva)

### Resta del món
- Els Banu Man assoleixen el poder del Iemen

## Necrològiques
- 6 d'octubre - Frederic de Luxemburg, noble germànic.
- Sviatopolk I de Kíev, Gran Príncep de la Rus de Kíev.